# The Hessian Renegades
Pour plus de détails, voir Fiche technique et Distribution.
The Hessian Renegades est un film dramatique muet américain de 1909 réalisé par D. W. Griffith.

## Synopsis
Un jeune soldat de la Révolution américaine a pour mission de transmettre un message crucial au général Washington, mais il est repéré par un groupe de soldats ennemis. Il trouve refuge chez une famille, mais les ennemis le découvrent rapidement. Après cela, la famille et les voisins prévoient de trouver un moyen d’envoyer le message important.

## Distribution
- Owen Moore : American Soldier
- Linda Arvidson : Farmer
- Kate Bruce : Soldier's Family
- William J. Butler : Farmer
- Verner Clarges : Farmer
- D.W. Griffith
- Robert Harron : Farmer
- Arthur V. Johnson : Hessian
- James Kirkwood : Soldier's Family
- Florence Lawrence
- Marion Leonard
- Wilfred Lucas
- George Nichols : Hessian
- Anthony O'Sullivan : Hessian
- Lottie Pickford
- Mary Pickford
- Frank Powell
- Billy Quirk
- Gertrude Robinson
- Mack Sennett
- George Siegmann
- Henry B. Walthall